# راحیل رضا
راحیل رضا (انگلیسی: Raheel Raza؛ زادهٔ ۱۹۴۹/۱۹۵۰ (۷۴–۷۵ سال)) روزنامه‌نگار، پدیدآور، سخنران، مشاور مطبوعاتی، کنشگر ضدیهودستیزی، و رهبر مناظره‌های مذاهب اهل کانادا است. او در پاکستان متولد شده و در سال ۱۹۸۹ به تورنتوی کانادا مهاجرت کرد. او هوادار ممنوع کردن حجاب اسلامی و برقع در اماکن عمومی است. در سال ۲۰۱۲ رضا از دولت کانادا خواست تا جلوی مهاجرت از کشورهای «ترورساز» مثل ایران را بگیرد.